# 楊慶煌
楊慶煌（1960年8月10日—），出生於台灣彰化縣溪湖鎮，台灣男演員、男歌手。他是女歌手楊小萍、楊雅卉的弟弟，家中有7男4女，排行老幺。

## 經歷
服役時期，於206師617旅的威武士官隊。
1983年經唱片製作人黃敏先生介紹加盟『光美唱片公司』歌手，接受職前訓練，同年參加中央電影公司第十期演員訓練班。1984年出國遊學至歐洲，回國後立即加入飛騰電影公司拍攝電影處男作《在室男》，也因這部電影紅透半邊天。1986年加入天下唱片公司，1991年加盟夏玉順經紀，真善美唱片公司。

## 電視劇
| 年 度 | 播出頻道   | 劇 名                                   | 飾 演            |
| ----- | ---------- | --------------------------------------- | ---------------- |
| 1992  | 台視       | 半生緣一世情                            | 郭世豪           |
| 1992  | 中視       | 再世情緣                                | 玉琳             |
| 1993  | 中視       | 戲說慈禧                                | 光緒帝載湉       |
| 1993  | 華視       | 包青天-寸草心                           | 楊謝祖           |
| 1993  | 華視       | 包青天-天倫劫                           | 江威             |
| 1993  | 華視       | 包青天-生死戀                           | 張同光           |
| 1993  | 華視       | 包青天-魚美人                           | 張真             |
| 1994  | 華視       | 小魚吃大魚                              | 陳進德           |
| 1994  | 華視       | 七俠五義                                | 吳雄             |
| 1995  | 華視       | 乞丐與藝旦                              | 林世華           |
| 1995  | 華視       | 男子漢大豆腐                            | 林冠場           |
| 1995  | 華視       | 驚世媳婦                                | 蔡建忠           |
| 1995  | 華視       | 我愛我妻我愛子                          | 陳志龍           |
| 1995  | 華視       | 醒世媳婦                                | 吳重孝           |
| 1996  | 華視       | 驚世新娘                                | 林明通           |
| 1996  | 華視       | 超級笨仙女                              | 蔡英雄           |
| 1997  | 華視       | 施公奇案-再世鴛鴦                       | 陸曉生           |
| 1997  | 華視       | 施公奇案-望子成龍                       | 張強             |
| 1997  | 華視       | 施公奇案-天倫夢覺                       | 林印華           |
| 1997  | 民視       | 再叫一聲爸爸                            | 王家祥           |
| 1998  | 中視       | 海海人生                                | 劉聖禮           |
| 1998  | 民視       | 某大姊                                  | 王家昌           |
| 1998  | 中視       | 凍頂黑狗兄                              | 陳文樹           |
| 1998  | 民視       | 星座女人系列之金牛座－想飛              | 李清河           |
| 1998  | 民視       | 星座男女系列男射手VS女水瓶 小女兒的心願 | 李四維           |
| 1998  | 民視       | 八仙傳奇-曹國舅                         | 曹恭             |
| 1999  | 華視       | 土地公傳奇〈土地借妻〉單元              | 唐文雄           |
| 1999  | 華視       | 土地公傳奇〈賭坊阿美〉單元              | 陶樂             |
| 1999  | 台視       | 台灣廖添丁                              | 李志明           |
| 1999  | 華視       | 啞巴與新娘                              | 邱光和           |
| 1999  | 中視       | 花系列—君子蘭花                         | 林文雄           |
| 2000  | 中視       | 快樂財神                                | 吳財             |
| 2000  | 中視       | 女人的勇氣                              | 蔡金川           |
| 2000  | 三立台灣台 | 伴阮過一生                              | 林天助           |
| 2001  | 華視       | 台灣靈異事件-驚驚拜金女                 | 呂文浩           |
| 2001  | 華視       | 台灣靈異事件-紅眼鬼新娘                 | 黃富源           |
| 2001  | 三立台灣台 | 台灣阿誠                                | 王瑞龍           |
| 2002  | 華視       | 台灣靈異事件-針孔攝影機有鬼             | 吳俊雄           |
| 2002  | 華視       | 台灣靈異事件-魔妻                       | 葉慶文           |
| 2002  | 華視       | 世間子女                                | 許文傑           |
| 2002  | 民視       | 親戚不計較(EP959登場)                   | 楊斯文           |
| 2002  | 大愛電視台 | 聞風而來                                | 曾清發           |
| 2003  | 民視       | 台灣奇案-虎尾鱸鰻                       | 何水龍           |
| 2003  | 民視       | 台灣奇案-鹿仔港金媽祖                   | 陳自謀           |
| 2004  | 民視       | 慾望人生                                | 鄭仁堂           |
| 2004  | 台視       | 台灣百合                                | 林清風           |
| 2005  | 华视       | 旧情绵绵                                | 陈文和           |
| 2005  | 大愛電視台 | 風中的浦公英                            | 何智清           |
| 2005  | 大愛電視台 | 阿桃                                    | 李建和           |
| 2006  | 三立台灣台 | 天下第一味                              | 劉重仁           |
| 2007  | 大愛電視台 | 愛的約定                                | 陳勝豐           |
| 2008  | 三立台灣台 | 真情滿天下                              | 陳光宗           |
| 2008  | 大愛電視台 | 同心源                                  | 康江豪           |
| 2009  | 三立台灣台 | 天下父母心                              | 葉勝昌           |
| 2009  | 大愛電視台 | 蘭心飄芳                                | 林景南           |
| 2010  | 三立台灣台 | 家和萬事興                              | 李再傳           |
| 2011  | 大愛電視台 | 何處是我家                              | 蕭父             |
| 2011  | 三立台灣台 | 戲說台灣-下水泥鰍穴                     | 蔡萬樹           |
| 2012  | 台視       | 女人花                                  | 連春秋太監王公公 |
| 2012  | 三立台灣台 | 戲說台灣-黑虎迎財神                     | 鐵算盤           |
| 2012  | 三立台灣台 | 阿爸的願望                              | 吳旺             |
| 2012  | 三立台灣台 | 天下女人心                              | 孫正東           |
| 2013  | 大愛電視台 | 愛在陽光下                              | 蔡文曲           |
| 2013  | 三立台灣台 | 戲說台灣-福星土地公                     | 福德正神         |
| 2015  | 大愛電視台 | 幸福在我家                              | 葉瑞雲           |
| 2015  | 華視       | 一代新兵之八極少年                      | 王正男           |
| 2015  | 三立台灣台 | 甘味人生                                | 周金榜           |
| 2015  | 三立台湾台 | 戲說台灣-王母娘娘赐婚                   | 月老星君         |
| 2015  | 三立台湾台 | 戲說台灣-王母娘娘断双妻命               | 月老星君         |
| 2015  | 三立台湾台 | 戲說台灣-王母娘娘渡血劫                 | 月老星君         |
| 2016  | 大愛電視台 | 愛的人生路                              | 余樹木           |
| 2017  | 大愛電視台 | 竹南往事                                | 王春木           |
| 2018  | 公視       | 生死接線員                              | 林保宗           |
| 2020  | 大愛電視台 | 殷緣天成                                | 盧父             |
| 2020  | 大愛電視台 | 孫翠鳳歌仔戲 高僧傳-玉琳國師            | 多爾袞           |
| 2020  | 大愛電視台 | 我家的美好時光                          | 冷興發           |
| 2021  | 公視       | 大債時代                                | 黃董             |
| 2022  | 大愛電視台 | 隨風 隨緣                               | 賈先生           |
| 2022  | 八大戲劇台 | 親愛的亞當                              | 任朝昆           |
| 2024  | 三立台灣台 | 戲說台灣-帝爺公換子成龍                 | 玄天上帝         |
| 2024  | 民視       | 好運來                                  | 楊國慶           |
| 2025  | 三立台灣台 | 戲說台灣-上帝公度蠶妖                   | 玄天上帝玄武真人 |

## 電影
| 年 度  | 片 名              | 飾 演        |
| ------ | ------------------ | ------------ |
| 1984年 | 《在室男》         |              |
| 1985年 | 《細雨春風》       |              |
| 1985年 | 《好個翹課天》     |              |
| 1986年 | 《打鬼救夫》       | 阿宏         |
| 1986年 | 《美人圖》         |              |
| 1986年 | 《結婚》           |              |
| 1986年 | 《母牛一條》       |              |
| 1986年 | 《八二三炮戰》     |              |
| 1987年 | 《哥兒們的糗事》   |              |
| 1987年 | 《流浪少年路》     |              |
| 1987年 | 《老虎來了》       |              |
| 1987年 | 《二手貨》         |              |
| 1987年 | 《報告班長》       | 趙士中       |
| 1988年 | 《報告班長2》      | 梁玉珅       |
| 1988年 | 《落山風》         |              |
| 1989年 | 《奮鬥》           |              |
| 1989年 | 《飛躍陰陽界》     |              |
| 1989年 | 《人鬼一家親》     |              |
| 1989年 | 《到陰間出差》     | 李斌         |
| 1990年 | 《少爺當大兵》     |              |
| 1990年 | 《兄弟珍重》       | 鎚哥         |
| 1990年 | 《時代之風》       |              |
| 2019年 | 《樂園》           | 王師兄(銘哥) |
| 2020年 | 《馗降：粽邪2》    | 蔡檢         |
| 2022年 | 《一家子兒咕咕叫》 | 法師         |

## 舞台劇
- 1996年社教館大型《閹雞》--（導演：李泉溪）、《相逢台北橋》--（導演： 林福地）

## 節目主持
- 1997年 民視《星光燦爛》

## 廣播主持
- 2000年 中廣寶島網《寶島一級棒》

## 專輯唱片
| 發行日期  | 專輯名稱           | 語言 | 曲目 |
| 1987年    | 《年輕的戰士》     | 國語 | A面： 1. 年轻的战士 2. 听听你的声音 3. 菁菁校园 4. 乘风的岁月 5. 龙（音乐） B面： 1. 西城的故事 2. 为我披上衣 3. 不再有梦 4. 乘风的岁月（音乐） 5. 龙                                                   |
| 1988年    | 《會有那麼一天》   | 國語 | A面： 1. 会有那么一天 2. 唯一的思念 3. 这种心情 4. 开始 5. 个人生活 6. 为何选上我 B面： 1. 对错之间（杨庆煌&姚秋虹） 2. 要我如何面对 3. 超速的爱情 4. 日渐消瘦 5. 铃声再响起 6. 想你无彩工              |
| 1989年    | 《拿第一》         | 國語 | A面： 1. 拿第一 2. 心愛的小鎮 3. 暗示 4. 心中有你 5. 再次面對 6. 攝氏三十八度 B面： 1. 心情霹噗彩(台語) 2. 深更戀影(台語) 3. 張不開眼睛 4. 也許明天 5. 不知名的孤獨 6. 拿心事出來曬太陽                 |
| 1990年    | 《別說愛情》       | 國語 | A 1. 别说爱情 2. 寂寞的游戏 3. 如果一生只有这一回 4. 期待一个梦 5. 醉在你离去的每个夜 6. 暖暖的歌 B 1. 拿第一 2. 我不是个寂寞的人 3. 沧桑之后 4. 单纯的心 5. 谁的梦谁的温柔谁的错 6. 来不及告诉你我的心 |
| 1991年4月 | 《我是真的愛著你》 | 國語 | 1. 你會在家嗎 2. 我是真的愛著你 3. 什麼時候 4. 經過 5. 一個人並不快樂 6. 長長的路 7. 你離去的那個晚上 8. 用我的真心溫熱你的心 9. If You Want Me To Be Your Love Again 10. 雪中情                        |

## 獎項紀錄

### 電影金馬獎
| 年份 | 獲提名       | 獎項         | 結果 |
| ---- | ------------ | ------------ | ---- |
| 1990 | 《兄弟珍重》 | 最佳男配角獎 | 提名 |

## 外部連結
- 楊慶煌臉書粉絲團的Facebook專頁
- 楊慶煌在互联网电影资料库（IMDb）上的資料（英文）
- 楊慶煌在香港影庫上的簡介
- 楊慶煌在豆瓣上的资料（简体中文）
- 楊慶煌的新浪微博